# Wereldkampioenschap voetbal 2006 (kwartfinale) Engeland - Portugal
Deze pagina is een subpagina van het artikel Wereldkampioenschap voetbal 2006. Hierin wordt de wedstrijd in de kwartfinale tussen Engeland en Portugal gespeeld op 1 juli nader uitgelicht.

## Wedstrijdgegevens
| Datum                | 1 juli 2006                  | 1 juli 2006                  |
| Stadion              | Veltins-Arena, Gelsenkirchen | Veltins-Arena, Gelsenkirchen |
| Toeschouwers         | 52.000                       | 52.000                       |
| Scheidsrechter       | Horacio Elizondo             | Horacio Elizondo             |
| Assistenten          | Dario Garcia Rodolfo Otero   | Dario Garcia Rodolfo Otero   |
| Vierde man           | Coffi Codjia                 | Coffi Codjia                 |
| Man van de wedstrijd | Owen Hargreaves              | Owen Hargreaves              |
|                      | Engeland                     | Portugal                     |
| Doelpunten           | 0                            | 0                            |
| Gele kaarten         | 2                            | 1                            |
| Rode kaarten         | 1                            | 0                            |
| Wissels              | 3                            | 3                            |
| Schoten op doel      | 4                            | 9                            |
| Schoten naast doel   | 9                            | 20                           |
| Overtredingen        | 21                           | 10                           |
| Hoekschoppen         | 6                            | 4                            |
| Buitenspel           | 0                            | 3                            |
| Strafschoppen        | 0                            | 0                            |
| Balbezit (tijd)      | 33 min                       | 43 min                       |
| Balbezit (%)         | 43%                          | 57%                          |

| Engeland | 0 – 0               | Portugal |
| | goals (assist)      | |
| Frank Lampard Owen Hargreaves Steven Gerrard Jamie Carragher                                                                                             | strafschoppen 1 – 3 | Simao Sabrosa Hugo Viana Petit Hélder Postiga Cristiano Ronaldo                                                                         |
| Sven-Göran Eriksson | bondscoach          | Luiz Felipe Scolari |
| Paul Robinson Gary Neville Ashley Cole Steven Gerrard Rio Ferdinand John Terry David Beckham 52' Frank Lampard Wayne Rooney Joe Cole 65' Owen Hargreaves | opstellingen        | Ricardo Pereira Fernando Meira 86' Luís Figo Petit 63' Pauleta Miguel Nuno Valente Ricardo Carvalho Cristiano Ronaldo Maniche 74' Tiago |
| Aaron Lennon 52' 119' Peter Crouch 65' Jamie Carragher 119'                                                                                              | wissels             | 63' Simao Sabrosa 74' Hugo Viana 86' Hélder Postiga                                                                                     |
| John Terry 30' Owen Hargreaves 107' | gele kaarten        | 44' Petit |
| Wayne Rooney 62' | rode kaarten        | |

## Overzicht van wedstrijden
| Groepswedstrijden | | | |
| Groep A | Groep B | Groep C | Groep D |
| Duitsland - Costa Rica Polen - Ecuador Duitsland - Polen Ecuador - Costa Rica Ecuador - Duitsland Costa Rica - Polen             | Engeland - Paraguay Trinidad en Tobago - Zweden Engeland - Trinidad en Tobago Zweden - Paraguay Zweden - Engeland Paraguay - Trinidad en Tobago | Argentinië - Ivoorkust Servië en Montenegro - Nederland Argentinië - Servië en Montenegro Nederland - Ivoorkust Nederland - Argentinië Ivoorkust - Servië en Montenegro | Mexico - Iran Angola - Portugal Mexico - Angola Portugal - Iran Portugal - Mexico Iran - Angola                               |
| Groep E | Groep F | Groep G | Groep H |
| Italië - Ghana Verenigde Staten - Tsjechië Italië - Verenigde Staten Tsjechië - Ghana Tsjechië - Italië Ghana - Verenigde Staten | Australië - Japan Brazilië - Kroatië Brazilië - Australië Japan - Kroatië Japan - Brazilië Kroatië - Australië                                  | Frankrijk - Zwitserland Zuid-Korea - Togo Frankrijk - Zuid-Korea Togo - Zwitserland Togo - Frankrijk Zwitserland - Zuid-Korea                                           | Spanje - Oekraïne Tunesië - Saoedi-Arabië Spanje - Tunesië Saoedi-Arabië - Oekraïne Saoedi-Arabië - Spanje Oekraïne - Tunesië |
| Achtste finales | | | |
| Duitsland - Zweden Argentinië - Mexico                                                                                           | Italië - Australië Zwitserland - Oekraïne | Engeland - Ecuador Portugal - Nederland | Brazilië - Ghana Spanje - Frankrijk                                                                                           |
| Kwartfinales | | | |
| Duitsland - Argentinië | Italië - Oekraïne | Engeland - Portugal | Brazilië - Frankrijk |
| Halve finales | | | |
| Duitsland - Italië | Duitsland - Italië | Portugal - Frankrijk | Portugal - Frankrijk |
| Troostfinale | | | |
| Duitsland - Portugal | | | |
| Finale | | | |
| Italië - Frankrijk | | | |